# Henry Juta
Sir Henry Herbert Juta (12 de agosto de 1857 - 16 de mayo de 1930) fue un juez sudafricano que se desempeñó como Presidente de la Cámara de la Asamblea del Cabo, Juez Presidente de la División Provincial del Cabo y juez de la División Apelativa de Sudáfrica.  
También se desempeñó como MLA para Oudtshoorn (1893-1998), y brevemente en 1894 como fiscal general para el segundo gobierno del primer ministro Cecil Rhodes. Fue nombrado caballero en los Honores del jubileo de diamante de 1897.
A finales de 1902 visitó el Reino Unido con su familia.

## Familia
Juta nació en Sudáfrica como hijo de Jan Carel Juta y Louise Marx y se bautizó en la Iglesia Reformada Holandesa. Era sobrino de Karl Marx. Sus padres juntos fundaron la editorial Juta and Company